# Craspedacusta ziguinensis
Craspedacusta ziguinensis is een hydroïdpoliep uit de familie Olindiasidae. De poliep komt uit het geslacht Craspedacusta. Craspedacusta ziguinensis werd in 1985 voor het eerst wetenschappelijk beschreven door He & Xu. 